# Verdrag van Athis-sur-Orge
Na de onbesliste Slag bij Pevelenberg van 18 augustus 1304 werd op 23 juni 1305 het Verdrag van Athis-sur-Orge gesloten tussen graaf Robrecht III van Béthune en de Franse koning Filips IV de Schone. De plaats Athis-sur-Orge waar het verdrag werd gesloten ligt in Frankrijk, direct ten zuiden van Parijs, en heet nu Athis-Mons.
Een voorakkoord was op 23 september 1304 tot stand gekomen in de Abdij van Marquette. De Vlamingen hadden de koning toen verrast door hun vermogen om reeds een maand na de Slag bij Pevelenberg weer een grote strijdmacht in het veld te brengen.
Het uiteindelijke verdrag een jaar later voorzag in een algehele amnestie, de vrijlating van alle gevangenen en het herstel van Vlaanderen als autonoom graafschap met erkenning van de graaf als hoogste gezag. Daartegenover stond dat de Vlamingen een jaarlijkse boete van 20.000 pond en een herstelbetaling van 400.000 pond moesten betalen. De verbannen leliaards, die mochten terugkeren en recht hadden op een vergoeding voor hun vernielde bezit, hoefden niet bij te dragen. Ook kreeg de koning het recht om in geval van oorlog Vlaamse krijgers op te eisen. Als onderpand werden de kasselrijen van Dowaai, Orchies en Rijsel (Waals-Vlaanderen) naar het Franse kroondomein overgeheveld. Ook moesten 3000 Brugse poorters een strafbedevaart maken. Na de ondertekening van het vernederende verdrag werd Robrecht vrijgelaten uit Franse gevangenschap, waarna hij zich officieel met de koning verzoende. De Vlaamse Opstand van 1297-1305 werd hiermee beëindigd. 
Volgens de Annales Gandenses viel het verdrag in zo slechte aarde dat de Vlaamse onderhandelaars hun leven niet zeker waren. Het zou nog tot 1309 duren vooraleer de verschillende steden het verdrag hadden bekrachtigd. Een maand nadat ook het oproerige Brugge dit had gedaan, stond de koning toe dat de strafbedevaarten werden afgekocht. In latere jaren werd het verdrag vaak herzien, onder andere in 1310, 1312 en 1320. In 1312 werd het verdrag aangepast met het Verdrag van Pontoise. De Waals-Vlaamse kasselrijen gingen definitief over naar de kroon, de boete werd gehalveerd. De steden, de graaf en zijn jongere zoon Robrecht van Kassel bleven zich verzetten tegen het verdrag. Na pogingen Rijsel en Doornik te belegeren, werden de onderhandelingen hervat en werd de vrede in Parijs ondertekend. Op 5 mei 1320 trouwde Margaretha van Frankrijk, de dochter van de koning, met Lodewijk I van Vlaanderen, zoon van Lodewijk I van Nevers, en liet Robrecht het graafschap aan zijn oudste zoon.
De financiële bedingen van het verdrag waren echter dermate hard voor de landbouwers en middenklasse in het graafschap Vlaanderen dat de Opstand van Kust-Vlaanderen in 1323 uitbrak. Die werd neergeslagen in 1328 met de Slag bij Kassel. Jacob van Artevelde verkreeg in 1337 na een nieuwe opstand, gestart vanuit de stad Gent, van koning Filips VI van Frankrijk de nietigverklaring van het verdrag.
In 1369 kwamen de kasselrijen weer bij Vlaanderen door het huwelijk van Margaretha van Male met Filips de Stoute, hertog van Bourgondië en jongere broer van de koning Karel V van Frankrijk. De Vlaamse graaf Lodewijk van Male, achterkleinzoon van Robrecht en Filips IV, kreeg als bruidsschat de kasselrijen terug bij Vlaanderen.